# Condado de Tipton (Indiana)
O Condado de Tipton é um dos 92 condados do Estado americano de Indiana. A sede do condado é Tipton, e sua maior cidade é Tipton. O condado possui uma área de 674 km² (dos quais 0 km² estão cobertos por água), uma população de 16 577 habitantes, e uma densidade populacional de 10 hab/km² (segundo o censo nacional de 2000). O condado foi fundado em 1844.